# Быль в глаза
«Быль в глаза» — второй студийный альбом группы «Каста», который был записан в полном составе. Альбом вышел 15 мая 2008 года на лейбле Respect Production. В его создании помимо участников группы принимали участие также Смоки Мо, DJ Nik-One, группа Billy’s Band и др. Альбом был записан на студии «Собино» в городе Ростов-на-Дону в период с 2006 по 2008 годы. Сведением и мастерингом занимались Александр Волк, Влади и Gustavo на студии «Wolk Recordings» в Риге.

## Список композиций
| Номер трека | Название               | Участвует                         | Музыка                                  | Длительность                       |
| ----------- | ---------------------- | --------------------------------- | --------------------------------------- | ---------------------------------- |
| 01          | В Супермаркете         |                                   | Влади, Gustavo                          | 3:40                               |
| 02          | Встреча                | Скрэтч от DJ Хобот                | Никита Прометей, Влади                  | 3:04                               |
| 03          | Нормально всё          |                                   | Влади                                   | 3:29                               |
| 04          | Загадка (Скит)         |                                   |                                         | 0:19                               |
| 05          | Ды-Ды-Дым              |                                   | DJ Nik-One                              | 4:04                               |
| 06          | По Голове Себе Постучи |                                   | Змей, Влади                             | 2:54                               |
| 07          | Истина Где-то Рядом    | Смоки Мо, Скрэтч от DJ Nik-One    | Смоки Мо                                | 3:35                               |
| 08          | Вокруг Шум             |                                   | Влади, В. Текель (Бродяга/SoundBro/НЛД) | 3:35                               |
| 09          | Подарок                |                                   | Влади                                   | 3:17                               |
| 10          | Любовь (Скит)          |                                   |                                         | 0:10                               |
| 11          | На Крыльях Любви       |                                   | Влади                                   | 3:35                               |
| 12          | Вселенская Обида       |                                   | Влади                                   | 4:15                               |
| 13          | Радиосигналы           | Маринесса Покарано, Динара Рудане | Влади                                   | 3:58                               |
| 14          | Романтика              |                                   | Влади                                   | 3:06                               |
| 15          | Голос Брехуна          | Billy's Band                      | Влади, Billy's Band                     | 4:03                               |
| 16          | Осень (Скит)           |                                   |                                         | 0:09                               |
| 17          | Кореша                 |                                   | Влади                                   | 4:01                               |
| 18          | Проснись и Пой         |                                   | Влади                                   | 3:49                               |
| 19          | Точу Как Хочу (Скит)   |                                   |                                         | 0:35                               |
| 20          | Добавь Жару            |                                   | Влади                                   | 6:28 (трек 4:25 + 2 минуты тишины) |
| 21          | Лида и Зверёк (Бонус)  |                                   | Влади                                   | 3:53                               |

## Переиздание альбома

Обложка переиздания

В связи с успехом альбома, музыканты решили выпустить его переиздание в 2009 году, добавив на него новые песни: новый трек Хамиля, Змея и Искры — «Муза» и новые версии композиций: «Истина где-то рядом», «Нормально Все» и «Встреча».

### Список композиций переиздания
| Номер трека | Название                            | Участвует                         | Музыка                                  | Длительность |
| ----------- | ----------------------------------- | --------------------------------- | --------------------------------------- | ------------ |
| 01          | В Супермаркете                      |                                   | Влади, Gustavo                          | 3:40         |
| 02          | Встреча [edit]                      | Скрэтч от DJ Хобот                | Прометей, Влади                         | 2:48         |
| 03          | Нормально Всё                       |                                   | Влади                                   | 3:29         |
| 04          | Загадка (Скит)                      |                                   |                                         | 0:19         |
| 05          | Ды-Ды-Дым                           |                                   | DJ Nik-One                              | 4:04         |
| 06          | По Голове Себе Постучи              |                                   | Змей, Влади                             | 2:54         |
| 07          | Истина Где-то Рядом (Полная Версия) | Смоки Мо, Скрэтч от DJ Nik-One    | Смоки Мо                                | 4:08         |
| 08          | Вокруг Шум                          |                                   | Влади, В. Текель (Бродяга/SoundBro/НЛД) | 3:35         |
| 09          | Подарок                             |                                   | Влади                                   | 3:17         |
| 10          | Любовь (Скит)                       |                                   |                                         | 0:10         |
| 11          | На Крыльях Любви                    |                                   | Влади                                   | 3:35         |
| 12          | Вселенская Обида                    |                                   | Влади                                   | 4:15         |
| 13          | Радиосигналы [edit]                 | Маринесса Покарано, Динара Рудане | Влади                                   | 3:47         |
| 14          | Романтика [edit]                    |                                   | Влади                                   | 3:01         |
| 15          | Голос Брехуна                       | Billy's Band                      | Влади, Billy's Band                     | 4:03         |
| 16          | Осень (Скит)                        |                                   |                                         | 0:09         |
| 17          | Кореша [edit]                       |                                   | Влади                                   | 3:53         |
| 18          | Проснись и Пой [edit]               |                                   | Влади                                   | 3:30         |
| 19          | Точу Как Хочу (Скит)                |                                   |                                         | 0:35         |
| 20          | Добавь Жару                         |                                   | Влади                                   | 4:26         |
| 21          | Лида и Зверёк [edit] (Бонус)        |                                   | Влади                                   | 3:28         |
| 22          | Муза                                | Искра                             | Влади                                   | 4:15         |
| 23          | Нормально Все (ремикс)              |                                   | Влади                                   | 2:29         |
| 24          | Другая Встреча                      |                                   | Прометей, Влади                         | 2:32         |

## Видео
На песни «Встреча», «Вокруг Шум» и «Радиосигналы» были сняты видеоклипы.

## Релиз
Альбом «Быль в глаза» вышел в мае 2008 года и разошёлся тиражом свыше ста тысяч экземпляров. Альбом был включен в номинацию на Муз-ТВ «Лучший Альбом 2009 года».

## Рецензии
Главная, по-видимому, русская рэп-группа «Каста» записала новый альбом «Быль в глаза». Как и положено в соответствии со статусом, это умелая и профессиональная пластинка — звук резок и выверен, семплы расставлены по ритмической сетке с заметным изяществом, рифмы порой блещут изрядным остроумием; есть даже довольно неожиданный номер «По голове себе постучи», по тексту напоминающий творчество Василия Шумова. Что смущает — так это некоторое мелкотемье; без спекуляций на пролетарском криминале, слава богу, обошлось, но похождения под дурью, встреча одноклассников, паранойя в супермаркете — как-то это не тянет на такую уж быль в глаза.
 — отмечал Александр Горбачёв в журнале Афиша
«Каста» снова пересказывает простые сюжеты из жизни, в треках стало ещё меньше подростковой героики и больше рефлексии граждан постпризывного возраста. На фоне интеллектуальных упражнений 2H Company «Быль в глаза» играет с какой-то шукшинской простотой. На фоне «Кровостока» и «Кача», открывающих столичным мажорам глаза на жизнь, треки «Касты» выглядят постами из блогов соседей по подъезду. Рядом с матерщинником Бастой-Ноггано ростовские авторы чуть ли не консерваторы. Однако донская кровь «Касты» несет к мозгу животворящую смесь филигранной поэзии и чистого кислорода, которую в столицах не найти днем с огнём. Им подвластен и веселый абсурд («По голове себе постучи»), и поп-инструментарий из арсенала «Бандэроса» («Ды-Ды-Дым»), они легко играют со временем внутри текста («Подарок») и точно работают с гостями со стороны («Голос брехуна» с Billy` Band). Кто бы ни был у нас сейчас хип-хоповым фаворитом, не считаться с «Кастой» невозможно.
 — пишет Борис Барабанов в газете Коммерсантъ
Новая Каста, встречайте. Гарантий, что понравится — никаких. Ведь сами приводят примеры, как за семь лет клетки человека обновляются полностью и к чему это приводит. А разница между семью или шестью годами не столь существенна. Но изменившись, как изменилась страна, Каста сохранила много хорошего. Например, своё неожиданное чувство юмора, которое приводит к появлению вещей вроде «Точу, как хочу» и «По голове себе постучи». Или навыки работы со словом, делающие оборот «растащить на цитаты» в отношении этой пластинки не пустословием, а констатацией факта.
 — пишет Андрей Никитин на сайте Rap.ru
Внушительный перерыв, случившийся после выпуска предыдущей пластинки, заставляет вслушиваться в «Быль» с особым пристрастием: у микрофона теперь уже не просто «четкие пацаны», а мужчины под тридцать, с семьями и принципами. Диск производит ровно противоположное впечатление: крепкие рассуждения уступили место стебным зарисовкам про голоса в голове и травяную «измену» в супермаркете, а также издевательству над эстрадной романтикой («На крыльях любви»). Этот перекос в известной степени выправляют такие номера, как «Вокруг шум», «Вселенская обида», а также фирменные языковые игрища, но в целом все же создается впечатление, что ребятам теперь по нраву не учить почтенную публику жизни, а развлекать.
 — пишет Иван Напреенко в журнале Rolling Stone